# Joe Angel
Joe Angel (né en 1947 ou 1948 à Bogota en Colombie) est un commentateur sportif américain. 
Il est actuellement le commentateur à la radio des matchs des Orioles de Baltimore de la Ligue majeure de baseball. Voix des Orioles sans interruption depuis la saison 2004, Angel était commentateur lors de matchs de l'équipe de 1988 à 1990, ainsi qu'en 1992. 
Il a auparavant été le premier commentateur des matchs des Marlins de la Floride, de leurs débuts en 1993 jusqu'en 2000, à la radio et à la télévision.
Joe Angel, dont la langue maternelle est l'espagnol, fait carrière dans les médias de langue anglaise.

## Carrière
Né en Colombie, Angel arrive aux États-Unis à l'âge de 7 ans lorsque sa famille s'installe à Chicago. Ils déménagent ensuite à San Francisco lorsque le jeune Joe est âgé de 15 ans.
À l'école secondaire Galileo High à San Francisco, Joe Angel joue au baseball et au football américain. Un de ses coéquipiers est alors O. J. Simpson. Il débute dans les médias en décrivant à la radio et à la télévision les matchs de football universitaire du Cardinal de Stanford et les parties de basket-ball des Dons de San Francisco.
Il couvre les activités de la Ligue majeure de baseball pour la première fois en 1976. Pendant trois ans, il décrit les matchs des Giants de San Francisco sur les ondes de la station de radio KSFO (en), d'abord à temps partiel aux côtés du vétéran Al Michaels, ensuite à temps plein en 1977 et 1978 avec Lou Simmons. Le duo est remplacé lorsque les droits de radiodiffusion des matchs des Giants sont transférés de KSFO à KNBR à partir de 1979.
Durant deux ans, Joe Angel décrit à la télévision les matchs des Athletics d'Oakland. De 1984 à 1986, il est la voix radiophonique des Twins du Minnesota sur les ondes de WCCO. De 1988 à 1990, puis à nouveau en 1992, il couvre les matchs des Orioles de Baltimore à la radio WBAL aux côtés de Jon Miller. En 1991, il s'exile pour un an afin de décrire les matchs des Yankees de New York à la radio WABC.
De 1993 à 2000, il est commentateur des matchs des Marlins de Miami à la radio WQAM, et à la télévision sur WBFS Channel 33 (en), Sunshine Network et SportsChannel Florida. Il décrit le coup sûr d'Edgar Rentería qui donne aux Marlins la victoire lors du 7e match de la Série mondiale 1997 de la façon suivante : « Un enfant de 5 ans est devenu un roi », en référence au fait que la jeune franchise remportait son premier titre à sa 5e année d'existence seulement, alors un record. Angel est la première « voix officielle » de l'histoire des Marlins, qui débutent leurs activités en 1993 dans la Ligue nationale. Après la saison 2000, John Henry, nouveau propriétaire du club, décide de ne pas renouveler son contrat,.
En 2001, Angel fait la description de matchs de baseball sur la chaîne ESPN avant de retourner dans la région de San Francisco pour décrire les matchs des Giants, presque exclusivement à la radio KNBR, en 2002 et 2003. Il retourne donc à la couverture des Giants vingt-quatre ans après sa première affectation, et il est réuni avec son ancien collègue de Baltimore, Jon Miller.
En 2004, Angel est de retour à la description des matchs des Orioles de Baltimore sur les ondes de la station de radio WBAL. La saison 2015 est sa 12e consécutive comme voix des Orioles, et sa 16e saison au total à Baltimore.

## Vie personnelle
Joe Angel et son épouse Antoinette ont deux fils, Tony et Jonathan, et une fille, Natalie. Jonathan Angel a été l'une des vedettes des trois premières saisons de l'émission de télévision Saved by the Bell: The New Class, de 1993 à 1995. 